# Trindade (revista em quadrinhos)
Trindade (no original em inglês, Trinity) é o título de uma revistas em quadrinhos americana publicada pela editora DC Comics. A revista é protagonizada pelos três super-heróis que compõem a "trindade" central do universo ficcional da editora: Batman, Superman e Mulher-Maravilha. O trio, formado por personagens que são considerados como os mais importantes super-heróis daquele mundo, é apresentado nas histórias em posição de igual destaque, de forma a demonstrar sua importância não apenas um para o outro, mas para o universo ficcional em que se inserem. Apesar dos personagens terem sido criados com poucos meses de diferença, entre 1938 e 1941, levaria anos para que o conceito de "trindade" se formasse dentro da editora.
Após uma bem-sucedida minissérie em 2003, a revista teve uma primeira versão publicada entre 2008 e 2009, com 52 edições, publicadas com uma excepcional periodicidade semanal, escritas integralmente por Kurt Busiek e Fabian Nicieza, e ilustradas majoritariamente por Mark Bagley. A segunda versão da revista começou a ser publicada em 2016, como parte da iniciativa DC Rebirth, que visava resgatar os principais conceitos da editora, perdidos após o o relançamento de toda a linha editorial em 2011. Na nova versão, escrita e desenhada por Francis Manapul, também são retratadas aventuras protagonizadas pelos três personagens.

## Antecedentes e contexto

### O surgimento do conceito de "trindade"
O personagem Superman surgiu em 1938, e ainda em 1939 já se percebia o impacto do sucesso de suas histórias, então publicadas em Action Comics: no início do ano, Bob Kane foi contratado pela editora para criar "um novo combatente do crime", que veio a ser publicado na 27ª edição de Detective Comics. Batman, inicialmente chamado de "Bat-Man", posteriormente viria a se tornar o herói mais popular da revista, e de forma similar ao que ocorria com Superman em Action, passaria a figurar na maioria das capas da publicação. Ainda em 1939, a editora decidiria dar a Superman uma revista própria. Todas as publicações atraiam milhares de leitores por mês, tornando o gênero de "quadrinhos de super-herói" muito popular, e ensejando a criação de novos personagens todos os meses, na tentativa de repetir o sucesso obtido por Batman e Superman.
Em seus primeiros anos, os quadrinhos americanos, apesar de sua popularidade, eram vistos como um gênero "inferior" da literatura. Numa entrevista publicada em 1940, o psicólogo e advogado William Moulton Marston, um dos inventores do polígrafo, apontaria os quadrinhos como um meio viável, de imenso potencial ainda não explorado. A declaração chamou a atenção de Max Gaines, um dos editores responsáveis pelas revistas em quadrinhos de super-herói então publicadas pela editora que viria a se tornar a DC Comics, e este convidou Marston para contribuir com a editora, inicialmente como consultor e posteriormente criando um novo personagem. Marston, vendo que não haviam, à época, personagens femininas fortes, estabeleceu um conceito para Gaines: a editora precisava de uma heroína, que "tivesse toda a força de um Superman somada ao fascínio próprio de uma mulher boa e bonita". Assim, surgiria, em 1941, a Mulher-Maravilha. Embora ela não tenha sido a primeira super-heroína efetivamente criada e publicada numa histórias em quadrinhos, ela se tornaria, com o tempo, a mais popular.
O conceito de "trindade", que colocaria os três personagens como as figuras centrais do Universo DC não surgiria antes de um considerável período de evolução dos próprios personagens. Durante o período conhecido como "Era de Ouro" dos quadrinhos americanos, entre o final da década de 1930 e meados da década de 1950, a Mulher-Maravilha não era um figura de proeminência comparável a Batman e Superman. No período histórico seguinte, a "Era de Prata", que se estendeu de 1956 até meados de 1970, o cenário começaria a mudar, ainda que lentamente: Batman e Superman estrelavam uma série de revistas bem-sucedidas, inclusive uma em que atuavam sempre em dupla, intitulada World's Finest Comics, e seus editores à época - respectivamente, Jack Schiff e Mort Weisinger - não permitiam que os heróis fossem usados por Julius Schwartz com frequência nas primeiras aventuras da "Liga da Justiça", uma equipe de super-heróis que surgiria no período. Assim, a Mulher-Maravilha acabaria se tornando um dos destaques da revista, ao lado de Flash e Lanterna Verde. Entretanto, apesar de figurar com destaque nas histórias da equipe, em sua própria revista, a personagem não era retratada interagindo com outros heróis.
Nos anos seguintes, enquanto Batman e Superman mantinham equipes regulares de escritores e desenhistas envolvidos na produção de suas histórias, a revista da Mulher-Maravilha mantinha a mesma instabilidade e irregularidade que havia atingido a publicação desde o falecimento do criador da personagem em 1947. Num período de poucos anos, 8 escritores diferentes seriam contratados para contribuir com a revista, sempre com a missão de tornar a personagem mais atraente ao grande público, e sempre fracassando. Somente a partir de 1986, após o evento Crise nas Infinitas Terras, que a personagem conseguiria, na figura do escritor e desenhista George Pérez, ganhar a estabilidade que a elevaria ao mesmo patamar de Batman e Superman. Foi estabelecida uma nova continuidade, que ignorou grande parte do que havia sido produzido até ali, e os três personagens começariam "do zero" nas histórias então publicadas. Nessas novas histórias, Batman e Superman ainda não possuíam a amizade que caracterizava os personagens nas décadas anteriores - ao contrário, a editora passaria a retratá-los com frequência como oponentes, e levaria anos para que os personagens aprendessem a confiar um no outro. Nesse meio-termo, Superman e Mulher-Maravilha desenvolveram um relacionamento de forte amizade.
Não se formaria nenhum conceito de "trindade" juntando os três personagens até a década de 1990 - uma influência direta do trabalho do roteirista Mark Waid, que em 1996, colocaria os três personagens em posição de destaque na Liga da Justiça, na formação da revista JLA, escrita por Grant Morrison. No mesmo ano, Waid ainda se tornaria autor da emblemática minissérie O Reino do Amanhã, uma obra influente que estabeleceria a Mulher-Maravilha como uma heroína de caráter fortemente guerreiro, dotada de métodos bastante violentos. E, na visão do crítica Tom Bondurant, Waid faria mais do que isso:
| “ | Os primeiros anúncios da editora para "O Reino do Amanhã" eram simbólicos, e retratavam uma águia lutando contra um morcego. (..) Em retrospecto, torna-se óbvio que a águia era uma referência à Mulher-Maravilha. "O Reino do Amanhã" apresentou um confronto entre Batman e Superman, com a Mulher-Maravilha liderança o exército de Superman contra o de Batman, e sem dúvida, ajudou a reforçar os aspectos mais violentos da personagem; mas, ao mesmo tempo, mostrou ela no centro, se relacionando com ambos simultaneamente. Ela era pragmática, enquanto Superman era um idealista e Batman um pessimista. Tanto ela quanto Batman consideravam o outro haviam tido uma infância e adolescência privilegiadas, e não gostavam da forma como o outro havia sido educado. E tanto ela quanto Batman eram mais rápidos em fazer uso da força do que o pacifista Superman era. Em outras palavras, "O Reino do Amanhã" colocou os três juntos de uma forma inédita, que permitiu facilmente comparações e contrastes, ajudando a redefinir o cenário para a formação moderna da "Trindade". | ” |

O Reino do Amanhã influenciou inúmeros autores, e várias histórias publicadas a partir daquele momento passariam a não mais se limitar à tendência que a editora até então apresentava de colocar Superman e Batman como oponentes, mas a incluir a Mulher-Maravilha nas tramas, das mais variadas formas, seja como parte do confronto entre os dois, como na minissérie Superman: Red Son, seja como a oponente de Batman, como na graphic novel de Greg Rucka e J. G. Jones, Wonder Woman: The Hiketeia, ou no arco de história Gods of Gotham, escrito e desenhado por Phil Jimenez e publicado na revista Wonder Woman.

### Trindadede Matt Wagner (2003)

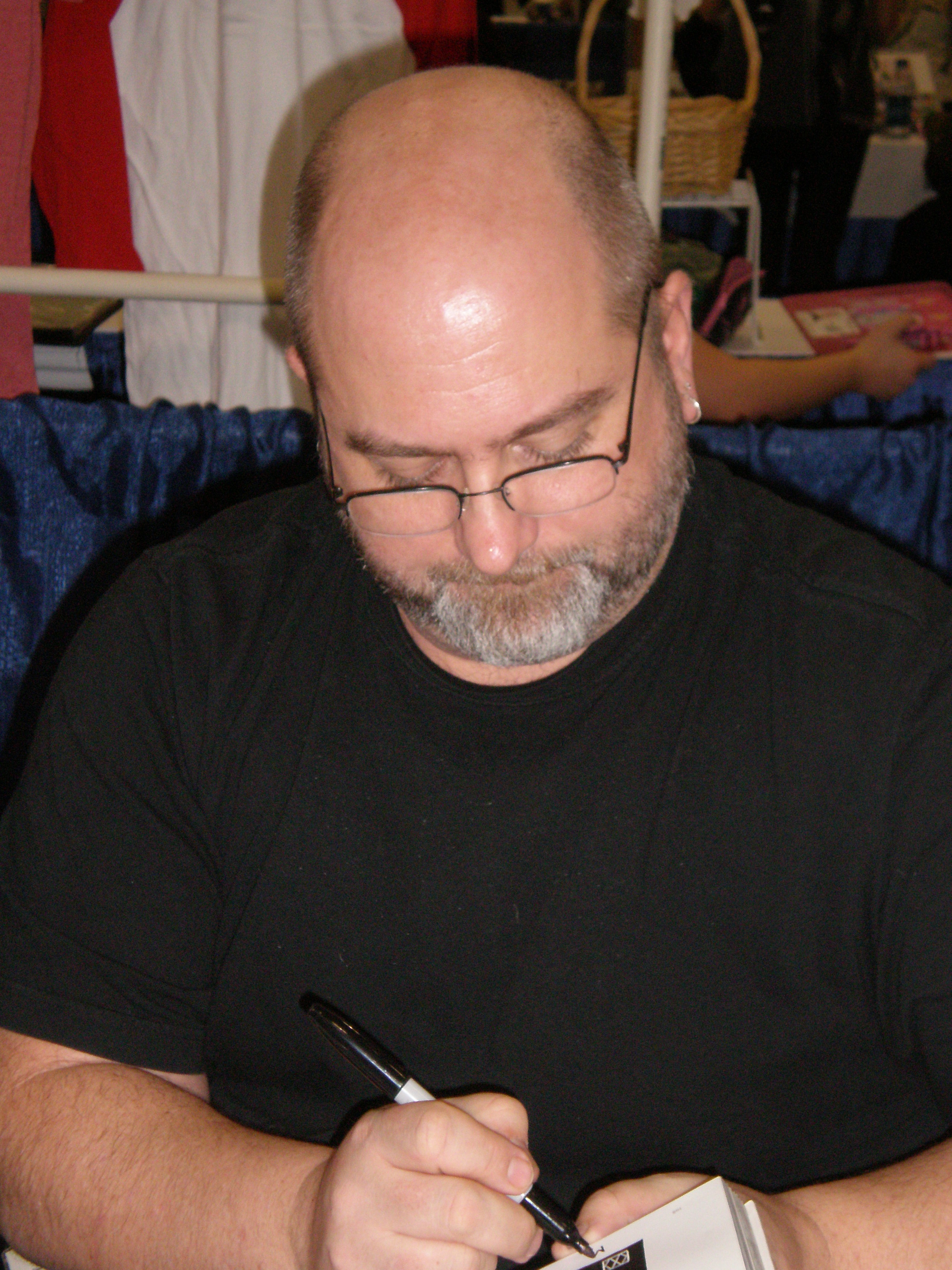
Matt Wagner, autor de Batman/Superman/Wonder Woman: Trinity, publicada em 2003.

A primeira publicação a ostentar oficialmente o título de "Trindade" foi a minissérie em três edições Batman/Superman/Wonder Woman: Trinity, escrita e desenhada por Matt Wagner e publicada em 2003 pela DC Comics. A minissérie se situava, cronologicamente, no início da carreira dos três personagens, e revelou o primeiro momento em que os três se uniram por um objetivo em comum, antes da formação da Liga da Justiça, para enfrentar Ra’s al-Ghul, Bizarro e uma Amazona renegada.
Segundo Jesse Schedeen, do site americano "IGN", a história estabeleceria, frente ao público e a crítica, uma demanda pela substituição do conceito estabelecido na revista World's Finest Comics anos antes, limitado a Batman e Superman, por histórias que retratassem o trio. A influência seria sentida já no ano seguinte: em 2004, apesar da revista Superman/Batman não ter seu nome no título, a Mulher-Maravilha figuraria em papel de destaque nas histórias.
Em 2005, mais de uma história colocaria o trio em posição de igual destaque. O arco de história Sacríficio foi o mais significativo exemplo. A trama foi publicada em quatro partes, durante o mês de julho de 2005, nas revistas Superman #219, Action Comics #829, Adventures of Superman #642 e Wonder Woman #219, e era relacionada aos eventos retratados na minissérie O Projeto OMAC, escrita por Greg Rucka.
Rucka escreveu as duas últimas partes, cujos eventos se situam pouco antes da trama apresentada na quarta edição da minissérie também escrita por ele. A segunda parte, publicada em Action Comics, foi escrita por Gail Simone sob a coordenação de Rucka, e foi a terceira edição escrita por ela e ilustrada por John Byrne, que recentemente havia começado a trabalhar juntos naquela revista. Em Sacrifice, Superman é dominado pelo vilão Maxwell Lord e é levado a atacar Batman e a Mulher-Maravilha, acreditando que seriam na verdade super-vilões. A trama foi um sucesso de vendas, com todas as revistas tendo recebido novas tiragens após esgotarem.
O confronto entre o dominado Superman e Mulher-Maravilha e, posteriormente, entre a Mulher-Maravilha e Maxwell Lord são comumente citados como alguns dos eventos mais significativos não apenas da trama, mas da própria história dos personagens que veio a continuar nas edições do mês seguinte de Wonder Woman e Adventures of Superman e em The OMAC Project #4. A trama de Projeto OMAC fazia parte da "Contagem Regressiva para a Crise Infinita" e era literalmente dividida por Sacrifice: as três primeiras edições mostravam Batman e a Mulher-Maravilha realizando investigações diferentes: enquanto Batman acompanhava a organização Xeque-Mate e a agente infiltrada Sasha Bordeaux, a Mulher-Maravilha se juntou ao Gladiador Dourado com a intenção de descobrir o paradeiro do Besouro Azul, que havia desaparecido.
A minissérie se dedicou aos temas políticos e a estrutura de espionagem formada dentro do universo ficcional da DC Comics. Maxwell havia assassinado o Besouro Azul para evitar que seus planos para utilizar o satélite "Brother I" e os robôs OMAC fosse revelado. The OMAC Project #3 terminava com a revelação de que Lord havia sido bem-sucedido em dominar Superman. A minissérie fora planejada de forma que a publicação da terceira edição coincidisse com o início da publicação de Sacrifice e, da mesma forma, a publicação da conclusão de Sacrifice em Wonder Woman #219 e da quarta edição da minissérie também coincidiram intencionalmente.
As quatro capas de cada edição de Sacrifice foram produzidas de forma a retratar a relação entre si. Em Action Comics #829 Superman é retratado na mesma pose que em Superman #219 e Adventures of Superman #642, mas enfrentando um vilão diferente. Em Wonder Woman #219 a arte é invertida, e Superman é retratado sempre enfrentado pela Mulher-Maravilha. O final da revista, em que a heroína assassina Lord para impedir que ele continuasse a controlar Superman é determinante para a continuação de The OMAC Project.
O início de The OMAC Project #4 retrata a mesma cena que dos últimos quadros da quarta parte de Sacrifice: Maxwell Lord no chão, morto após ter o pescoço quebrado pela Mulher-Maravilha. A partir da morte de Maxwell, se desenvolveu a trama das edições restantes da minissérie, que levam ao início dos eventos retratados em Crise Infinita - e esta também seria profundamente influenciada pelo conceito de "trindade" e da importância central que os três personagens possuíam para todo o restante do universo ficcional onde se inseriam, mostrando como uma quebra no relacionamento do trio impactaria todos os personagens da editora. Após os eventos de Crise Infinita, os personagens acabariam decidindo coletivamente afastar-se de suas ocupações como super-heróis, e o impacto dessa ausência foi aborto na minissérie 52, dedicada a mostrar os eventos ocorridos durante as 52 semanas em que os personagens estariam ausentes.

## Histórico de produção

### Trindadepor Busiek e Bagley (2008-2009)

A "trindade" da DC Comics destacada em cada uma das capas das três primeiras edições da revista Trinity, em 2008

O escritor Kurt Busiek concebeu a série ainda em 2006, pensando numa revista cujo formato fosse diferente do costumeiramente adotado pelas editoras americanas e que pudesse também servir como uma forma de promover toda a linha editorial: "Propus uma revista que tivesse apenas 12 páginas, custasse até um dólar, e fosse publicada semanalmente, contendo uma história de 7 páginas com Superman, Batman e a Mulher-Maravilha sendo destacados, e uma história secundária que promoveria um personagem que pertencesse ao restante da linha. Teria um terço do tamanho de uma série mensal regular, custaria um terço do preço, e poderia ser adquirida com o troco de outras compras da semana, e toda semana os leitores poderiam obter informações a respeito de toda a linha da DC".
À época, a editora já estava planejando uma revista de periodicidade semanal, que viria a ser a série 52, e, embora Busiek não tenha participado do desenvolvido desta, acabaria recebendo a incumbência de roteirizar as revistas Aquaman e Superman naquele ano. O projeto de uma revista foi momentaneamente arquivado, mas, tão logo a editora tomasse conhecimento da forte resposta positiva que os lojistas americanos e o público estava tendo de 52, a ideia de suceder a revista com uma nova publicação igualmente semanal ganharia força. O plano de Busiek acabaria sendo drasticamente alterado, mas, segundo o próprio, manteria sua "essência", pois continuaria tendo Batman, Superman e Mulher-Maravilha nos papéis centrais:
| “ | (...) o título foi alterado [de "DC Superstars"] para "Trinity", a revista não será uma adição permanente à linha editorial, mas uma história épica delimitado dentro do período de um ano, sobre quem a Trindade é, por que eles são importantes e qual o efeito que eles têm sobre o Universo DC, como um todo. É um total de 22 páginas a cada semana, e todos que o material promocional que me levou a propor a ideia em primeiro lugar acabou sendo abandonado em algum lugar ao longo do caminho, mas ao longo do curso de fazer todas essas mudanças, conseguimos um artista maravilhoso, e trabalhamos para ter uma grande história com muita força, muitas coisas grandes, que precisasse de todas aquelas 22 páginas a cada semana, não apenas para Superman, Batman e Mulher Maravilha , mas para todos os outros personagens que teriam de aparecer. Por isso, desenvolveu-se uma coisa muito diferente, mas muito emocionante (...). | ” |

A proposta inicial de Busiek era uma história de 400 páginas dividida em 52 edições curtas, mas, conforme o tamanho da série foi aumentando, ele logo viu a necessidade de abandonar seus outros compromissos junto a editora. Já se projetava uma demanda por 1100 páginas a serem escritas no curso de um ano, tamanho suficiente para que Busiek decidisse deixar o trabalho como roteirista das revistas Aquaman e Superman e se focar apenas na revista. Inicialmente, Busiek não pretendia abandonar a revista de Superman, mas apenas Aquaman, e chegou a utilizar na história O Terceiro Kryptoniano uma trama que pretendia explorar na nova série dedicada a trindade, mas o tamanho do projeto o obrigou a deixar ambas as revistas.
Dan DiDio, editor-chefe da DC, designou Mike Carlin como editor da revista, por sua experiência com publicações semanais - ele já havia trabalhado em Action Comics Weekly e Contagem Regressiva para a Crise Final - e também pelo relacionamento pessoal que o editor já possuía com Busiek.

### DC Rebirth

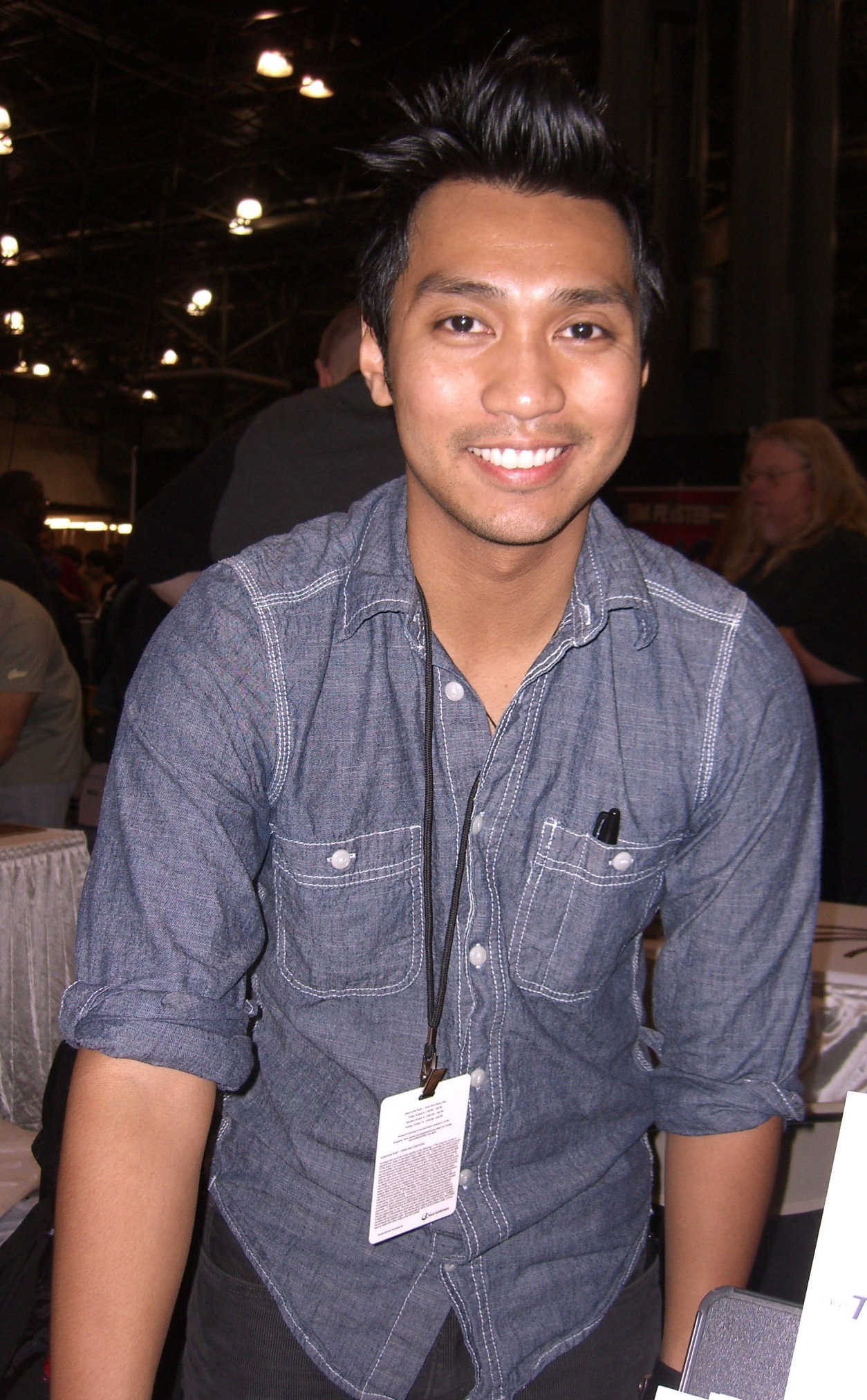
Francis Manapul, autor da série Trinity durante o DC Rebirth de 2016.

Em maio de 2001 a DC Comics anunciaria que relançaria toda a sua linha editorial de quadrinhos de super-herói, e também que passaria a promover o lançamento simultâneo de todas as edições impressas com suas respectivas versões digitais, sendo a primeira editora americana a adotar tal postura. Apesar dos avanços, a reformulação também traria algumas consequências negativas, em particular para a "trindade", conceitualmente. Muitas mudanças foram realizadas na continuidade, e, de forma similar ao que havia ocorrido em 1986, as histórias anteriores acabariam sendo ignoradas. Superman e Mulher-Maravilha ganhariam novas histórias de origem, e as mudanças seriam tão profundas que toda uma nova dinâmica do relacionamento entre os personagens seria estabelecida. Apenas Batman não sofreria tanto com a reformulação.
Nessa nova linha editorial, intitulada "Os Novos 52", a Mulher-Maravilha receberia um tratamento controverso: o roteirista Brian Azzarello e o artista Cliff Chiang receberiam total liberdade para contar uma nova história de origem para a personagem, e como resultado produziriam um elogiado épico na revista Wonder Woman, mas, como consequência, acabariam "isolando" a personagem, que, em sua revista, pouco interagia com outros heróis da editora. Fora da revista, o trabalho de Azzarrello e Chiang parecia ser ignorado de tal forma que pareciam haver duas versões distintas da personagem sendo publicadas pela editora: uma seria a Mulher-Maravilha que aparecia em Wonder Woman e outra seria a personagem que participava de outras revistas, em especial das tramas da revista Justice League, que não apenas apresentou novas versões da vilã Mulher-Leopardo e do herói Steve Trevor, personagens mais comumente ligados à Mulher-Maravilha, como também passou a apresentar em suas páginas um relacionamento da heroína com Superman.
O conceito de "trindade" em si não era significativamente explorado, e o relacionamento dos personagens era apresentado de forma limitada nas revistas Batman/Superman e Superman/Wonder Woman, esta última dedicada não apenas ao relacionamento do recém-formado casal, como também às aventuras que tinham em conjunto. Uma série de mudanças realizadas entre 2015 e 2016 levaria à novas mudanças na linha editorial da DC Comics, em alguns casos revertendo algumas decisões tomadas a partir de 2011, e a partir do evento "DC Rebirth", o conceito de "trindade" voltaria a ser algo proeminente na editora. O escritor e desenhista filipino Francis Manapul seria contratado pela editora para produzir uma revista cujas tramas se dedicassem a restaurar essas conexões e novamente estabelecer as interações entre os três personagens.

## Histórias publicadas
A primeira versão regular da série Trinity, por Busiek e Bagley, teve 52 edições publicadas sem atrasos durante o período de um ano, encerrando sua publicação em maio de 2009, aclamada pela crítica, mas ligeiramente ignorada pelo público. A série apresentou uma única e complexa narrativa que se estendeu por todas as suas edições, com um imenso elenco de apoio, e, por causa de sua estrutura - uma história principal escrita por Busiek e ilustrada por Bagley acompanhada de uma história secundária destacando um dos personagens de apoio, escrita por Busiek em parceria com Fabian Nicieza e ilustrada por Mike Norton, Tom Derenick ou Scott McDaniel - foi possível dar um tratamento aprofundado a todo o elenco. O grande tema da história era justamente a importância da "trindade" de heróis, mostrando o impacto que sua ausência faria no universo ficcional.
Em 2016, uma nova versão da revista começou a ser publicada, tendo sua primeira edição lançada em Setembro.

### Coletâneas
A série de Busiek e Bagley foi compilada em três volumes encadernados:
- Volume 1 inclui Trinity #1-17, 416 páginas (em duas versões: Titan Books, ISBN 1-84856-283-7; e DC Comics, ISBN 1-4012-2277-3)
- Volume 2 inclui Trinity #18-35, 424 páginas (em duas versões: Titan Books, ISBN 1-84856-301-9; e DC Comics, ISBN 1-4012-2318-4)
- Volume 3 inclui Trinity #36-52, 424 páginas (em duas versões: Titan Books, ISBN 1-84856-302-7; e DC Comics, ISBN 1-4012-2357-5)

A série publicada a partir de 2016 já teve duas compilações reunindo parte de suas edições:
- Trinity, vol. 1: Better Together!, reunindo Trinity #1-6; 2017; ISBN 1401274668
- Trinity, vol. 2: Dead Space, reunindo Trinity #7-11; Dezembro de 2017; ISBN 1401274676